# Medicosma emarginata
Medicosma emarginata är en vinruteväxtart som beskrevs av Thomas Gordon Hartley. Medicosma emarginata ingår i släktet Medicosma och familjen vinruteväxter. Inga underarter finns listade i Catalogue of Life.